# Trolejbusová doprava v Čeljabinsku

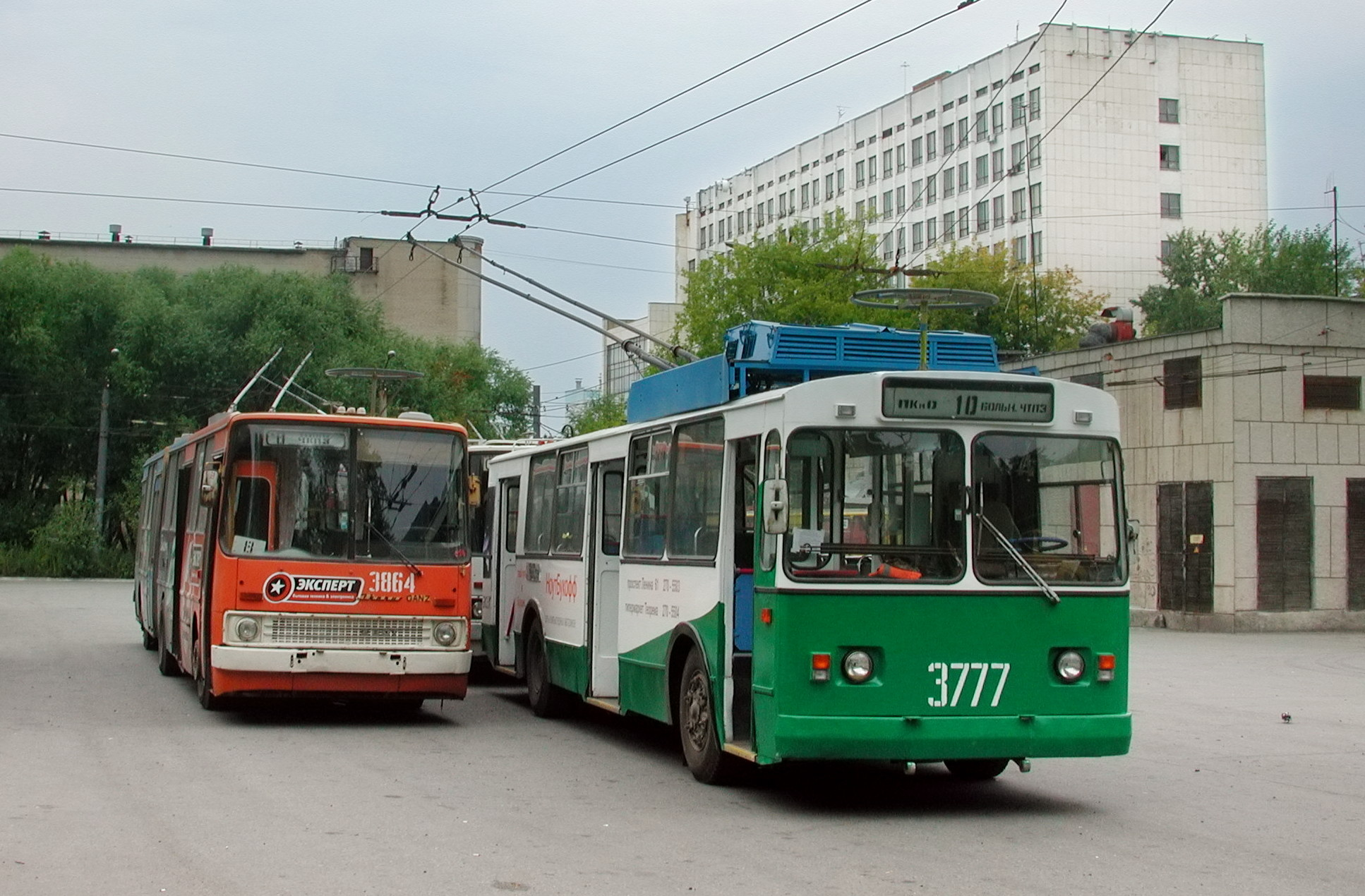
Trolejbusy typů Ikarus 280T a ZiU-9 v Čeljabinsku

V ruském městě Čeljabinsku se nachází síť trolejbusové dopravy. Jedná se o rozsáhlou síť, kde je v provozu okolo třiceti linek.

## Historie
Trolejbusový provoz byl zahájen ve městě v letech druhé světové války. První trolejbusy, které se v ulicích města rozjely, byly původem z Moskvy, odkud byly odvezeny vzhledem k přibližující se frontě. Další rozvoj této trakce pak nastal v poválečných letech; v době současné se trolejbusová síť již mnoho nerozrůstá; přesto existují různé poměrně rozsáhlé plány na budoucí rozvoj. Protože je trolejbusová doprava rychlejší než tramvajová, bývají v místech zavádění nových trolejbusových tratí rušeny právě tratě tramvajové. Poslední nová trolejbusová trať byla otevřena 6. září 2006 ke Dni města.

## Vozový park
V Čeljabinsku jezdí převážně trolejbusy typu ZiU-9 buď v původním provedení, nebo modifikované. Od roku 2000 jsou pak dodávány trolejbusy typu Trolza. Kromě těchto, v Rusku vyrobených vozů, vlastní místní dopravce též trolejbusy z Německa; jedná se o ojeté vozy typu Ikarus 280T maďarské výroby, které odkoupil na počátku 90. let.

### Evidence
Trolejbusy, určené pro dopravu cestujících, jsou označeny čtyřmístnými čísly, první označuje konkrétní vozovnu (celkem jsou v Čeljabinsku tři trolejbusové vozovny). Nákladní a různé speciální trolejbusy mají čísla třímístná.